# Indexicalité
En philosophie du langage ordinaire, les indexicaux sont des termes dont la signification dépend entièrement de certaines caractéristiques du contexte dans lequel ils sont prononcés. « Maintenant », « ici », « je » sont des exemples typiques de termes indexicaux : leur sens dépend respectivement du moment, du lieu et du sujet de l'énonciation ; au contraire, un nom propre ou un nom commun (par exemple) continue normalement à désigner la même chose s'il est prononcé à deux moments différents ou par deux personnes différentes.
La pragmatique linguistique préfère pour les termes assumant cette fonction le vocable de déictiques. Et celui de deixis pour le mécanisme par lequel un déictique permet de conférer son référent à une séquence linguistique. Les vocables indexicalité et termes indexicaux, un peu redondants du strict point de vue de la linguistique, ont cependant dans d'autres contextes une portée plus large et surtout une visée différente.
L'ethnométhodologie place l'indexicalité au cœur de sa théorie. En postulant que chaque parole, notion, attitude ou processus de communication observé est indexical, c'est-à-dire potentiellement révélateur d'un certain contexte, elle opère la distinction entre le fait et l'interprétation du fait qui relève de la réflexivité.